# Gaspeldoorn
De gaspeldoorn (Ulex europaeus) is een struikvormende soort uit de vlinderbloemenfamilie (Fabaceae).

## Etymologie
Gaspel is een verkleinwoord van het Middelnederlandse gaspe dat haak of gesp betekent. In de middeleeuwen werden doorns van planten, zoals die van de gaspeldoorn, gebruikt als speld voor het sluiten van kleding.

## Verspreiding
De struik komt in Europa voor in gebieden die aan de Atlantische Oceaan of aan de Noordzee zijn gelegen. Ze is algemeen op de Britse eilanden. Gevoeligheid voor bevriezing verklaart de voorkeur voor een gematigd zeeklimaat. De eerste vermelding voor de Lage Landen dateert van na 1600 van het Zeeuwse eiland Walcheren, ze was daar wellicht aangeplant. Wereldwijd geldt de gaspeldoorn als een van de honderd meest problematische invasieve soorten. In Nederland staat de soort op de Rode Lijst van planten als vrij zeldzaam.

## Beschrijving
Gaspeldoorn is een gedoornde, groenblijvende struik. Rechtop groeiend kan hij een hoogte bereiken van 2,5 meter, maar de plant blijft op onbeschutte of begraasde plaatsen een stuk lager. De bladeren zijn gereduceerd tot groene, naaldvormige doorns van 1,5-2,5 cm lang. Ze zijn diepgegroefd en stijf. Jonge bladeren zijn drietallig en in dat stadium nog zacht en voor dieren eetbaar. De vlindervormige bloemen zijn goudgeel en hebben een lengte van ongeveer 1,5 cm. Ze zijn bevestigd aan korte, fluwelige stelen. De plant kan in de wintermaanden al volop bloeien, maar de hoofdbloeitijd is van eind maart tot en met mei. Bijen komen af op de goudgele, geurende bloemen. Bij aanraking schieten de bloemen stuifmeel af op het bezoekende insect. De soort draagt zwarte peulen die 1–2 cm lang worden. Ze zijn behaard. Bij rijpheid barst de peul open zodat de zaden vrijkomen. Ze kunnen onder gunstige omstandigheden snel tot ontkieming komen.

## Ecologie
De struik komt voor op kalkarme hogere zandgronden waar löss, leem of slib aanwezig is. Dit kan op heidevelden, kapvlaktes of in de duinen het geval zijn. Hij is niet erg vorstbestendig en kan slecht tegen droogte of natte voeten. Na aantasting zal het gewas echter vanuit de ondergrondse wortel weer uitlopen.
De plant bevat het giftige cytisine, ook de zaden zijn giftig.

### Plantensociologie
Gaspeldoorn is een kensoort voor het verbond van gaspeldoorn en koebraam (Ulici europaei-Cytision striati).

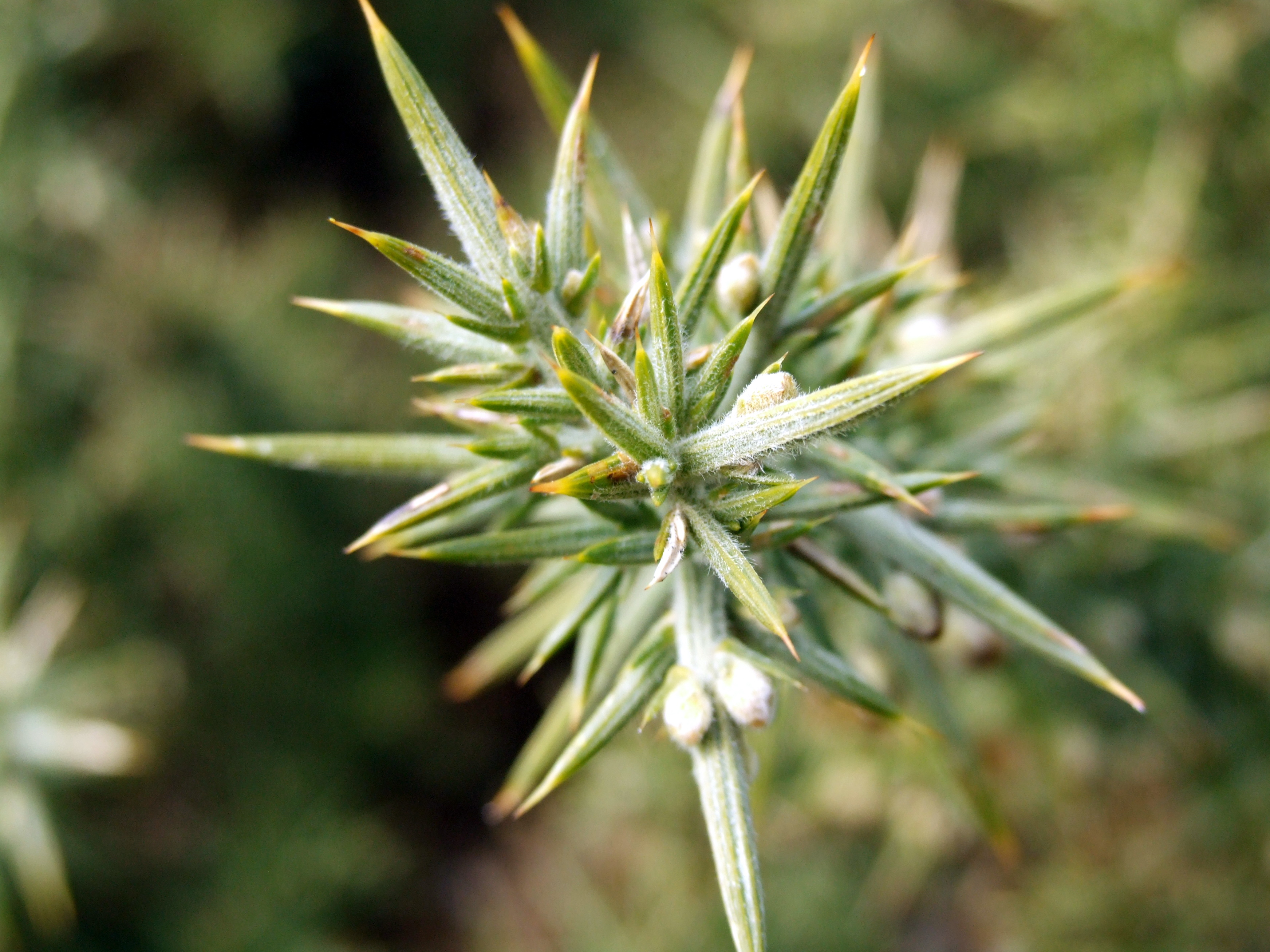
Naaldvormige bladeren
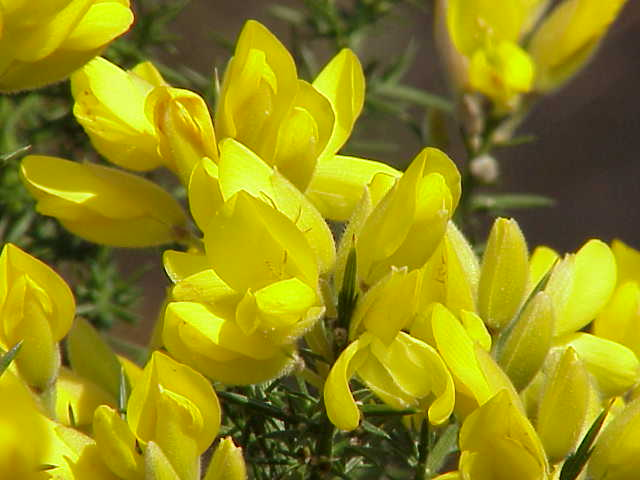
Bloemen